# Ancyloscelis saltensis
Ancyloscelis saltensis är en biart som beskrevs av Juan Manuel Rodriguez och Roig-alsina 2004. Ancyloscelis saltensis ingår i släktet Ancyloscelis och familjen långtungebin. Inga underarter finns listade i Catalogue of Life.